# Крочак Ігор Якович
І́гор Я́кович Кро́чак (нар. 7 серпня 1967, с. Вовківці Борщівського району Тернопільської області) — український журналіст, військовий історик, архівіст, громадський діяч. Член Національної спілки журналістів України (2003), ВГО УНСО, Спілки офіцерів України. Голова Тернопільського громадського інформаційно-координаційного пункту підтримки ВМС Збройних Сил України. Прессекретар і координатор волонтерської групи громадської організації «Схід та Захід єдині» зі співпраці із засобами масової інформації.

## Життєпис

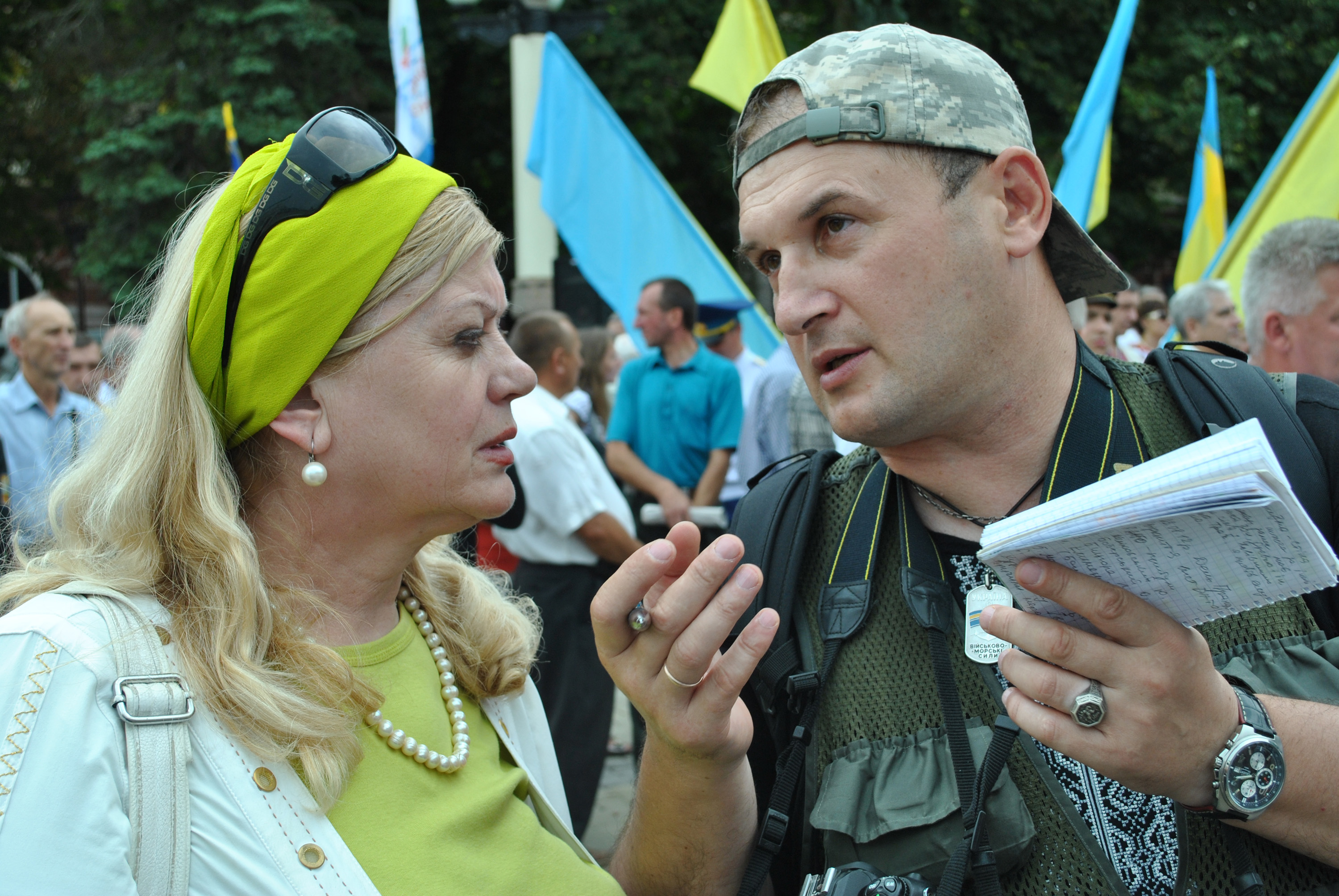
Мистецтвознавець Віра Стецько та Ігор Крочак

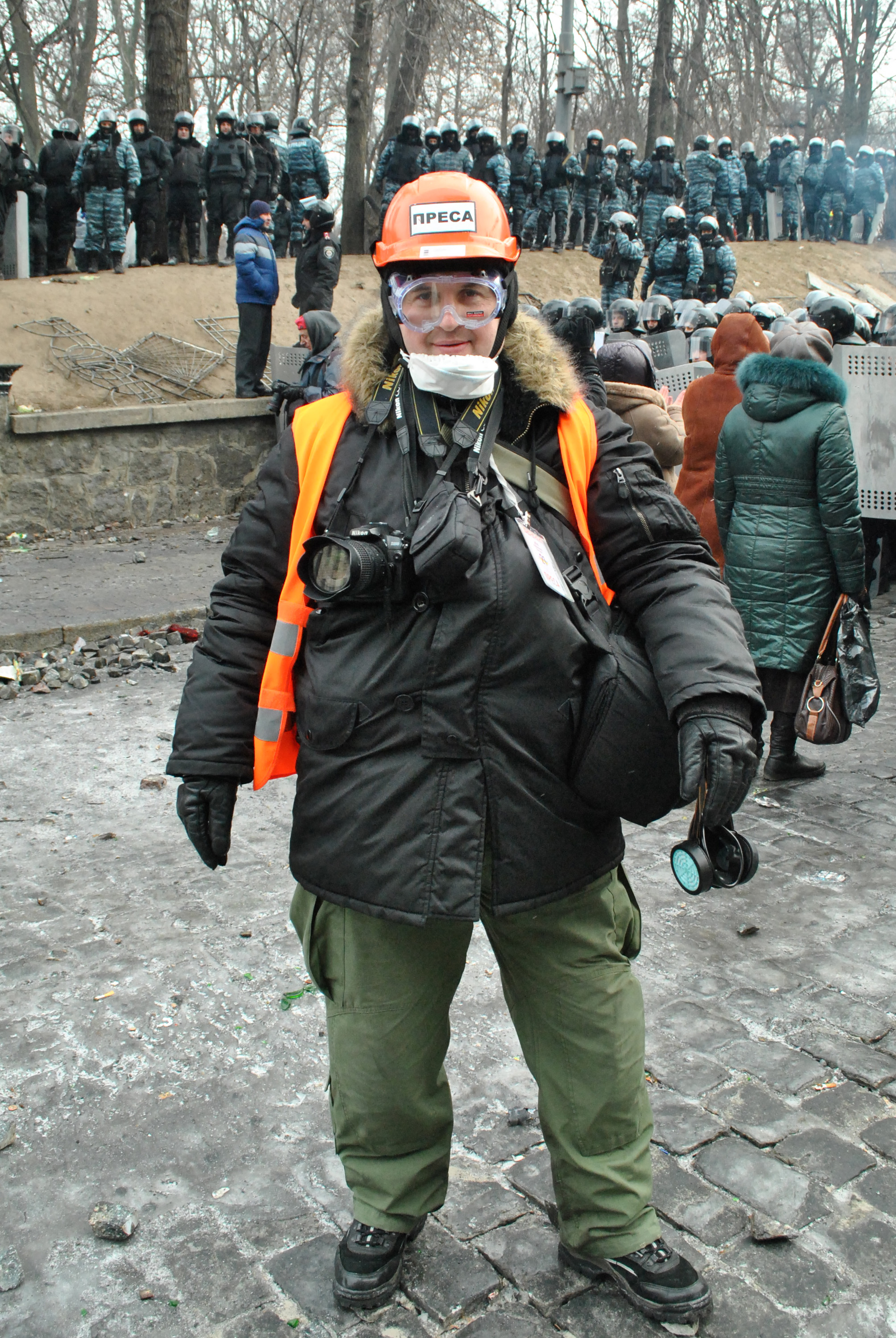
Ігор Крочак на вул. Грушевського в Києві під час Євромайдану

### Освіта
Навчався на факультеті журналістики Львівського вищого військово-політичного училища (морське відділення, нині Академія сухопутних військ імені гетьмана Петра Сагайдачного), у 1993—1994 роках — на історичному факультеті Тернопільського державного педагогічного інституту (нині ТНПУ, закінчив у 2009 р.), здобув спеціальність учитель історії, тема дипломної: «Світові військово-морські кораблебудівні програми 1900—1945 рр., та їх вплив на війну на морі».
Випускник магістратури Тернопільського національного економічного університету (нині - Західноукраїнський національний університет) за спеціальністю «Державна служба», тема дипломної «Інформаційне забезпечення функціональної діяльності державної архівної установи в регіоні» (2014).
Працює над кандидатською дисертацією в галузі військово-морської історії України (тема: «Продовження української військово-морської традиції в добу Національної революції 1917—1921 рр.»).

### Робота
Працював у редакції Чортківської районної газети «Зоря комунізму», кореспондентом українських ЗМІ у Вільнюсі в період здобуття Литвою Незалежності у січні-лютому 1991 року, тижневику «Заповіт» (Тернопіль, 1991—1992), керівник відділу у справах молоді, фізкультури та спорту Тернопільської РДА (1992—1993), в облтелерадіооб'єднанні (1993—1994), кореспондент «Нової Тернопільської газети». Від 2002 — у всеукраїнському тижневику «Обрій ПІБ». Позаштатний кореспондент тернопільських та всеукраїнських ЗМІ. Відроджував Пласт, зокрема на Чортківщині.
Головний спеціаліст Державного архіву Тернопільської області.

### Громадська діяльність

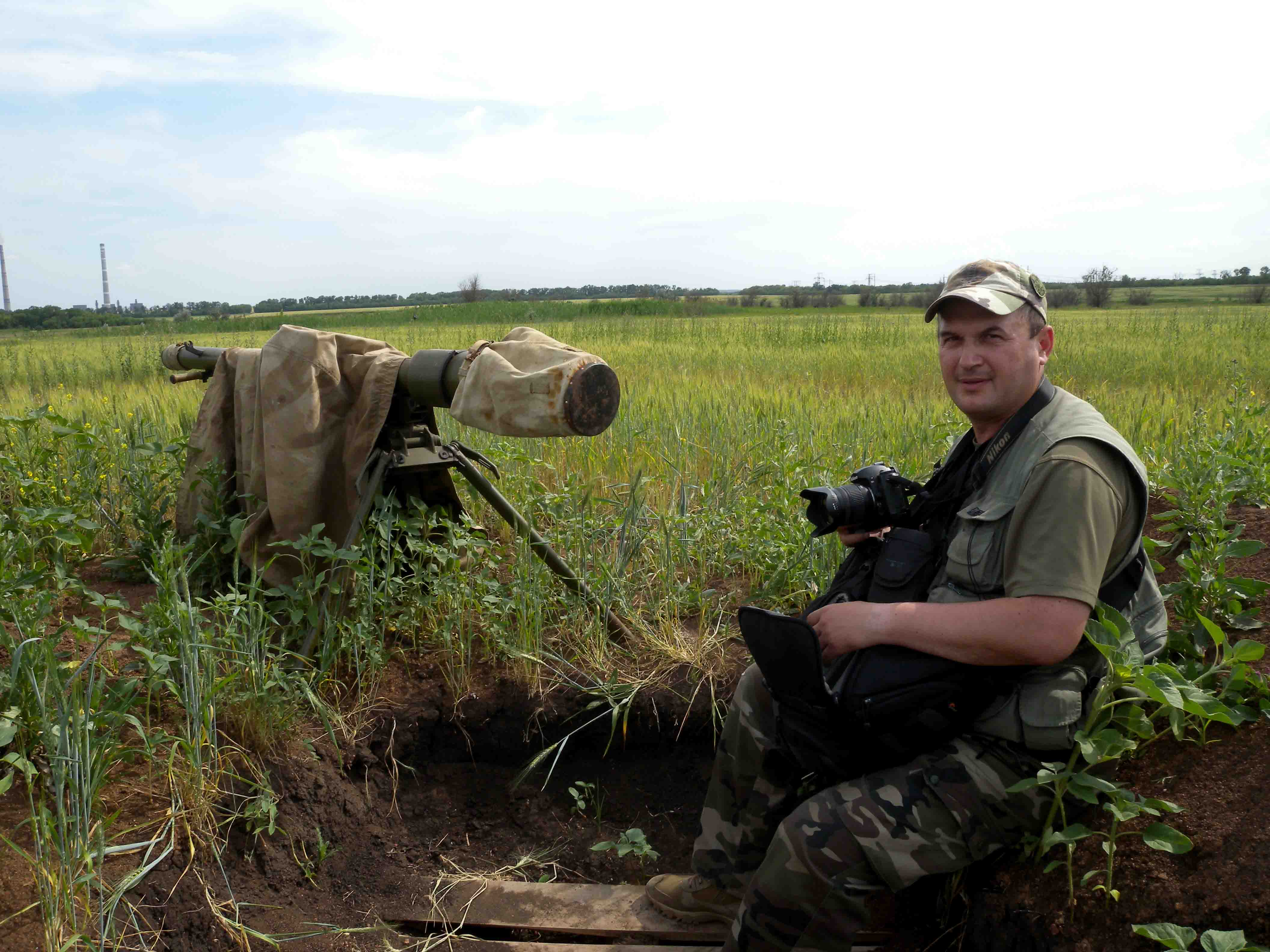
На передовій на Донбасі

Працював референтом (на громадських засадах) народних депутатів Степана Хмари та Івана Стойка.
Учасник Революції на граніті (1990), Помаранчевої революції (2004), Майдану (2013—2014) в Тернополі та Києві. Учасник і волонтер російсько-української війни на Сході України.
Небайдужий до історичної спадщини рідного краю, її наукової систематизації та популяризації за допомогою засобів масової інформації.
Активіст і прессекретар волонтерської групи «Схід та Захід єдині». Разом з іншими учасниками групи супроводжує машини з допомогою українським військовим підрозділам на Схід.

### В АТО
Восени 2016 року підписав контракт і від грудня перебуває в зоні бойових дій на Сході України.

## Відзнаки
- грамоти Тернопільської обласної державної адміністрації (2005, 2006, 2007 (іменний годинник від голови), 2008, 2009, 2010, 2015)
- грамота Тернопільської обласної ради (2007), подяка голови Тернопільської обласної ради (2014).
- грамоти Тернопільської міської ради (2005, іменний годинник від голови), 2010),
- Благословенна Грамота Патріарха УПЦ КП (2012),
- нагрудний номерний Знак «Гвардія Революції» (2005),
- пам'ятний номерний нагрудний знак «100-річчя Головнокомандувача Української Повстанської Армії, Провідника ОУН, Генерал-хорунжого Романа Шухевича» Тернопільської обласної ради депутатів за заслуги у здобутті Української Незалежності у 1990-х роках (2007),
- нагрудний знак ВМС ЗС України «Протичовновий корвет Тернопіль» за підготовку книги про корабель,
- ювілейна медаль «20 років незалежності України» (2011)[2],
- Подяка Архієпископа і Митрополита Тернопільсько-Зборівського УГКЦ (2014),
- відзнака «Учасник Євромайдану» (2014),
- відзнака Тернопільської міської ради (2014),
- медаль «За жертовність і любов до України» УПЦ КП[3].

## Творчість

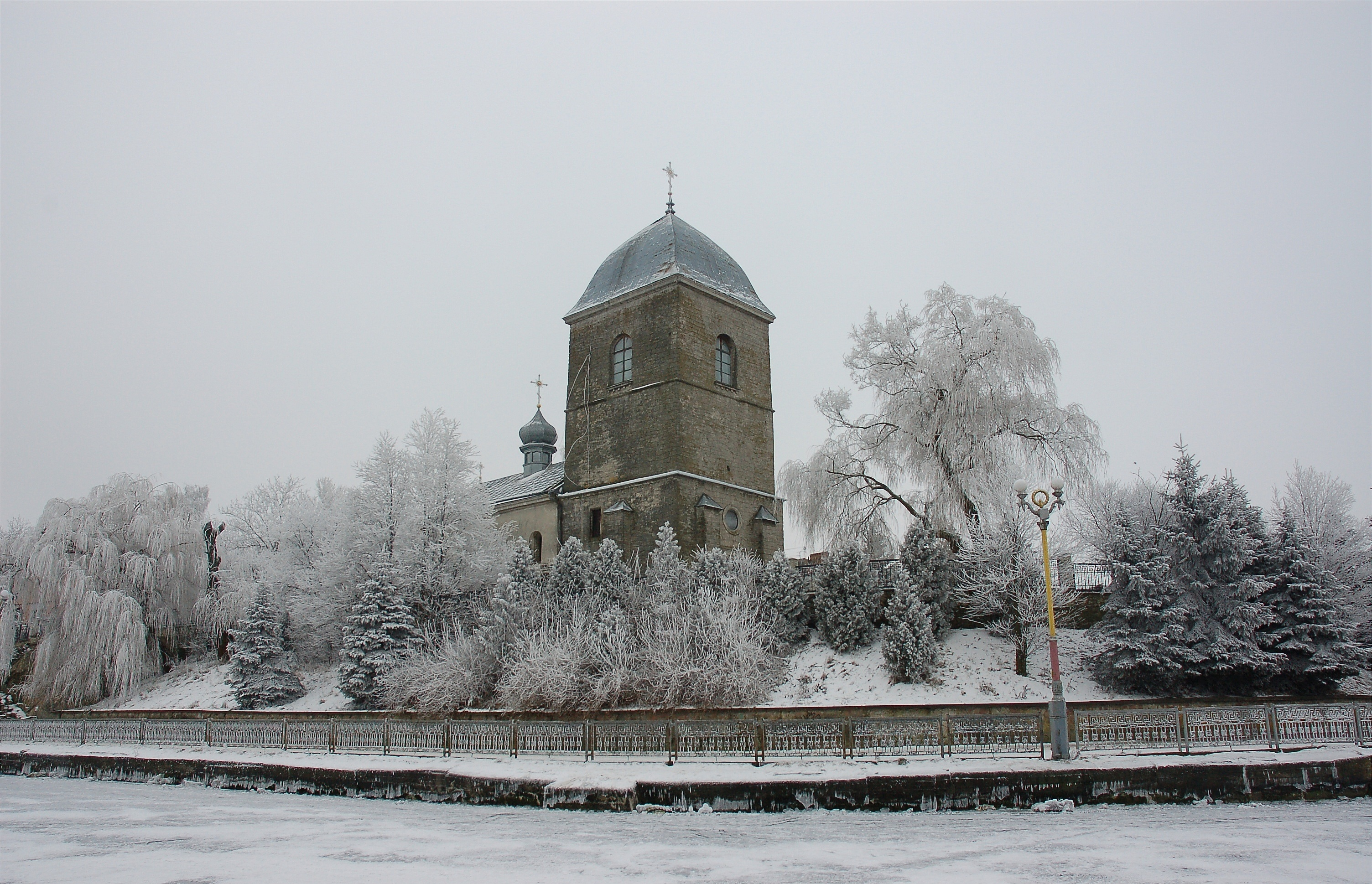
«Найкраще фото Тернопільської області»: Здвиженська (Надставна) церква в Тернополі

Оператор і режисер документального фільму «Терновий шлях до нашої України» (2004).
Автор понад 1000 публікацій у вітчизняній та закордонній періодиці, кількох наукових розвідок з військової історії, історії України та краєзнавства.
Співавтор книги «Протичовновий корвет Тернопіль» (історична частина тексту, малюнки і фотографії).

### Фотовиставки
- «Терновий шлях до нашої України» (понад 50 фоторобіт),
- «Герої не вмирають» у ДАТО (2014),
- «Революція Гідності» в ТОКМ (2014),
- «Краса яка може загинути» (2010, співавтор, за сприяння Національного заповідника «Замки Тернопілля», обласного відділення Товариства охорони пам'яток історії та культури в містах Тернополі та Збаражі) за тематикою історичної спадщини Тернопілля (замки, форти, храми),
- «За гідність, волю, Україну!» — «І. Крочак. Майдан. АТО. Шлях до перемоги», в бібліотеці-музеї «Літературне Тернопілля», (більше 50 фоторобіт, м. Тернопіль, 2015),
- «Тут запеклась кров мого народу» в Державному архіві Тернопільської області[5],
- колективна фотовиставка «Лицарі землі української» у виставковій залі Тернопільського національного економічного університету (2016, спільно з Миколою Василечком, Іваном Пшоняком, Михайлом Урбанським, посмертно — Віктором Гурняком)[6].

### У книгах
Автор фотографій і співавтор тексту у книгах:
- «Тернопіль: сторінки минулого і сьогодення»,
- «Тернопіль: історія міста до 470 річниці»,
- «Замки Тернопілля»,
- «Сакральні пам'ятки Тернопільщини»,
- «Моє Тернопілля»,
- «Пожежно-рятувальна служба Тернопільщини — 70 років»,
- «Органи державної безпеки на Тернопільщині»,
- «Храми Української Православної Церкви Київського патріархату. Тернопільщина»,
- «Агропромисловий комплекс Тернопільської області»,
- «У камені, бронзі, граніті» (ілюстрований альманах до 200-ї річниці з дня народження Т. Г. Шевченка),
- «Тернопільсько-Зборівська архиєпархія. Парафії, монастирі, храми. Шематизм» (2014),
- «Тернопільщина. Історія міст і сіл», і багатьох інших.

### «Вікі любить пам'ятки»
Брав участь у конкурсі «Вікі любить пам'ятки–2014» (завантажив більше 100 світлин на Вікісховище, зокрема найбільше пам'ятників Тарасові Шевченку на Тернопільщині), переможець у номінації «Найкраще фото Тернопільської області» [Архівовано 8 грудня 2014 у Wayback Machine.].

### Фотогалерея

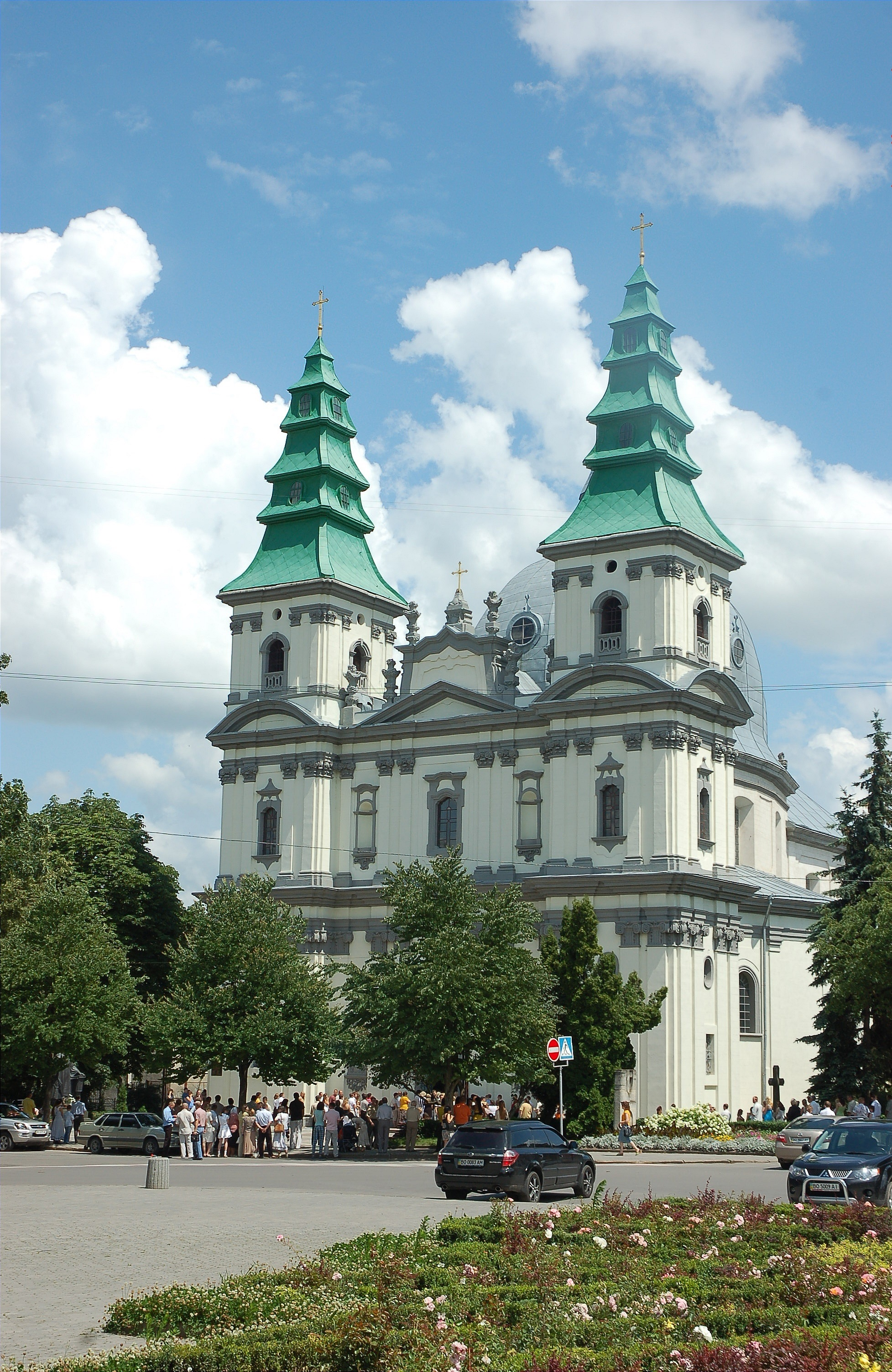
Архікатедральний собор Непорочного Зачаття Пресвятої Богородиці УГКЦ у Тернополі
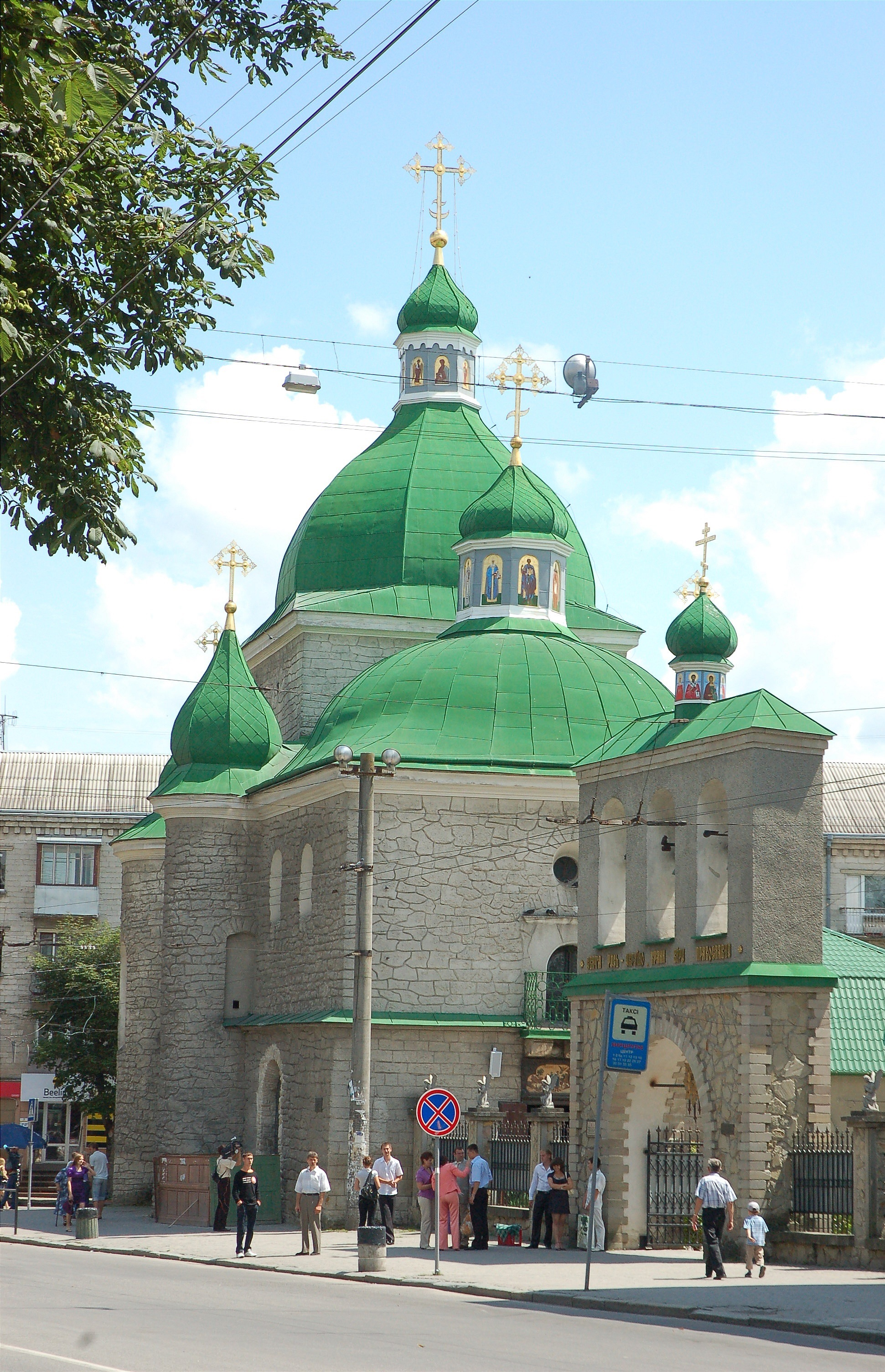
Церква Різдва Христового УАПЦ у Тернополі
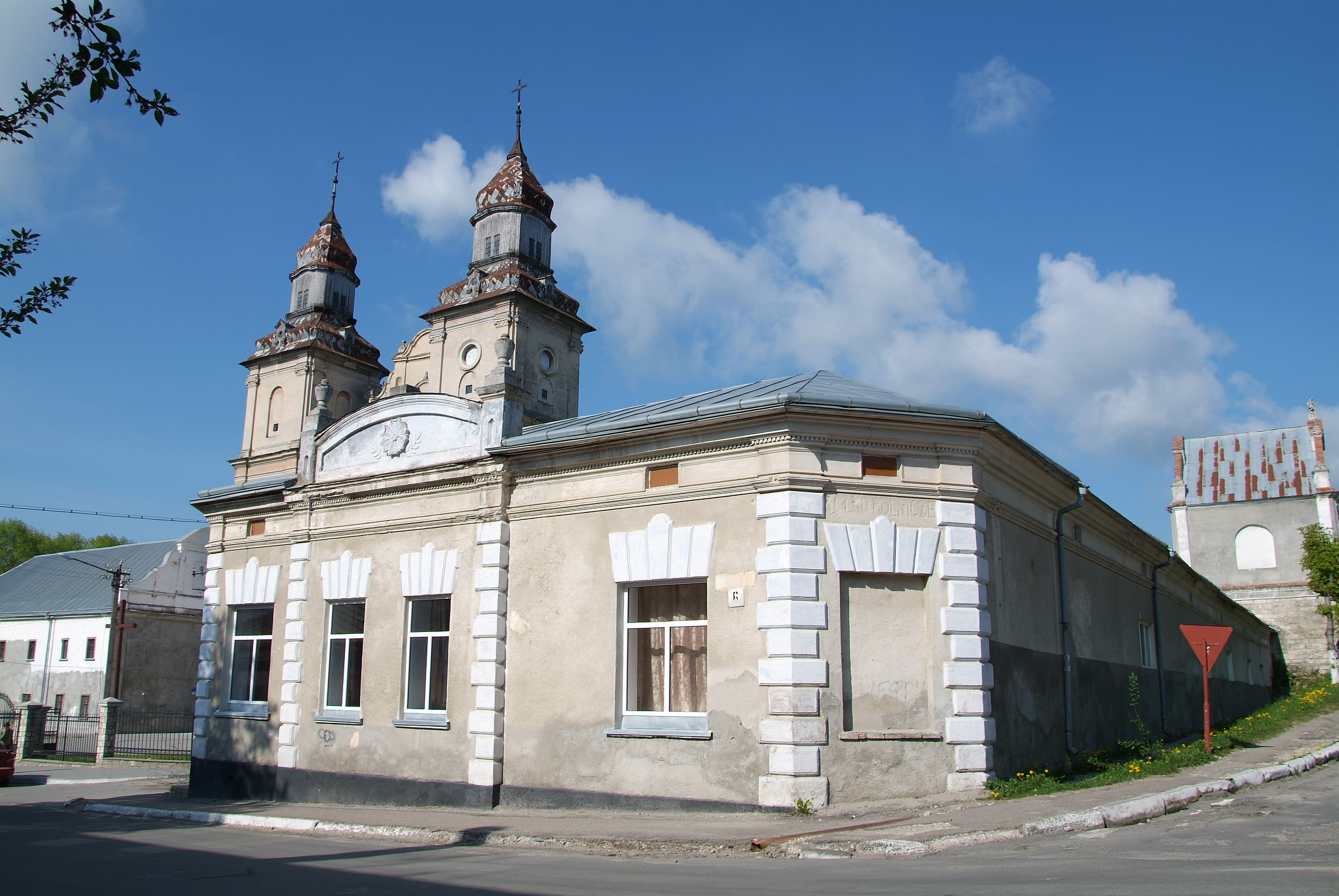
Бернардинський монастир у Збаражі
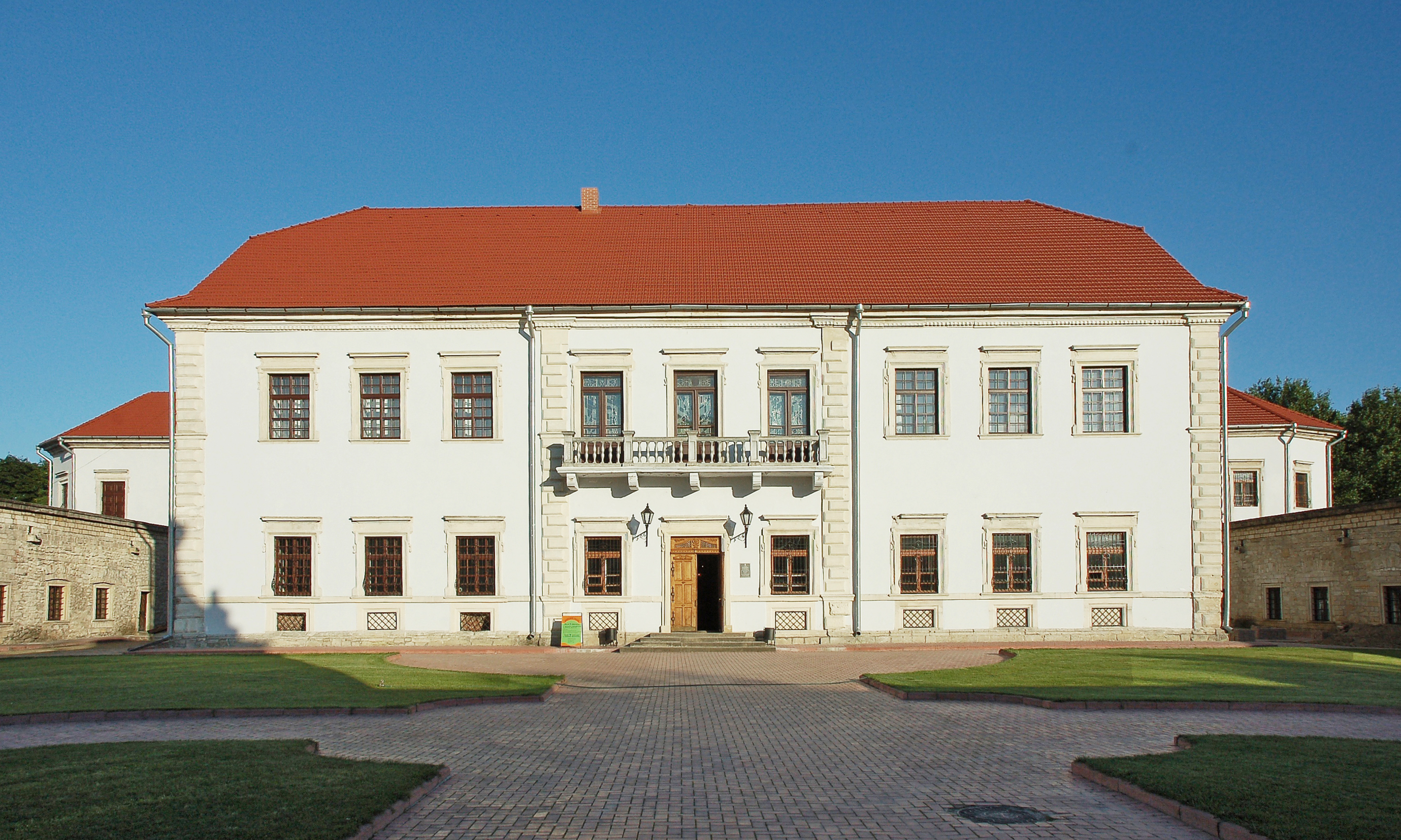
Збаразький замок
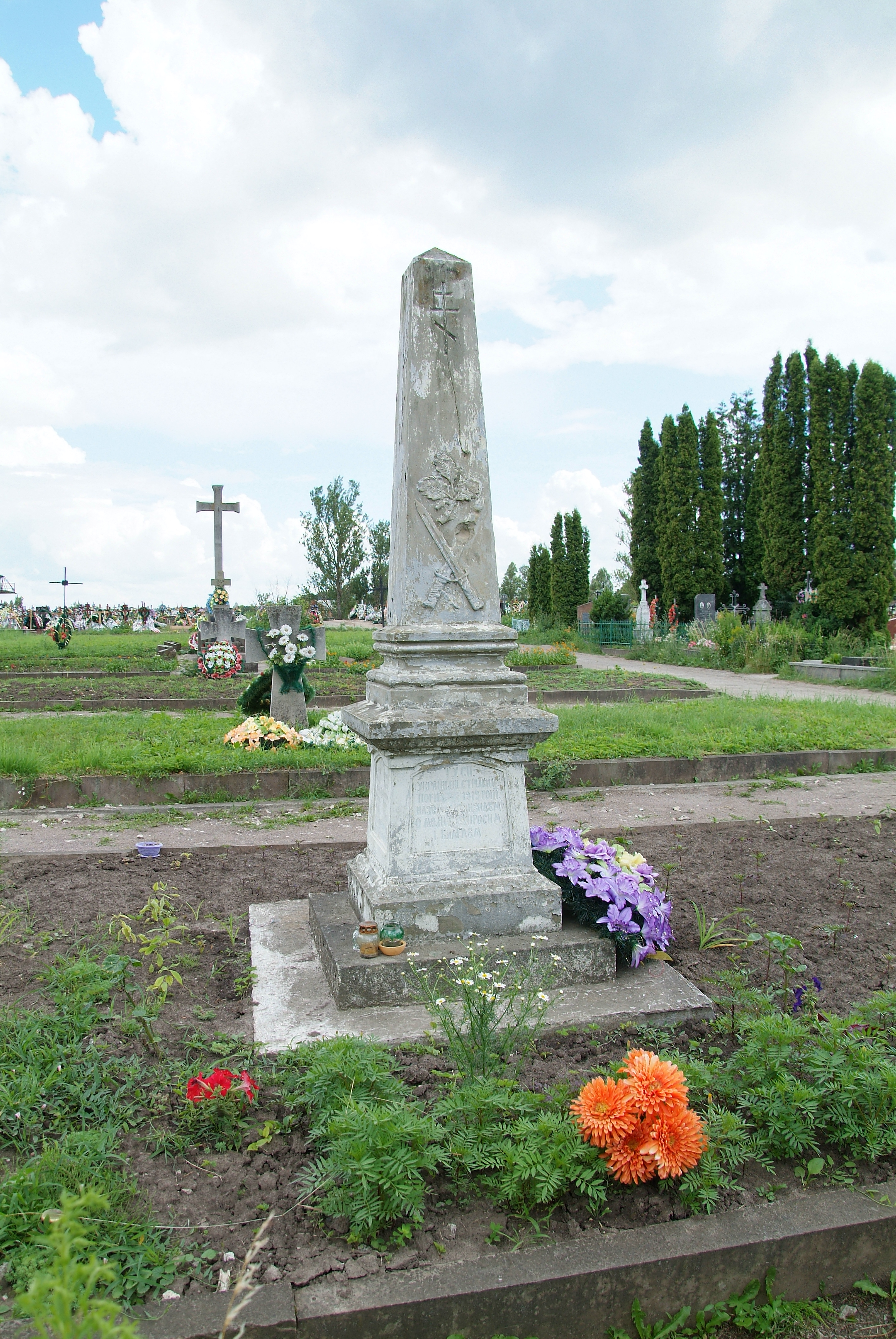
Ділянка могил Українських січових стрільців на Микулинецькому кладовищі
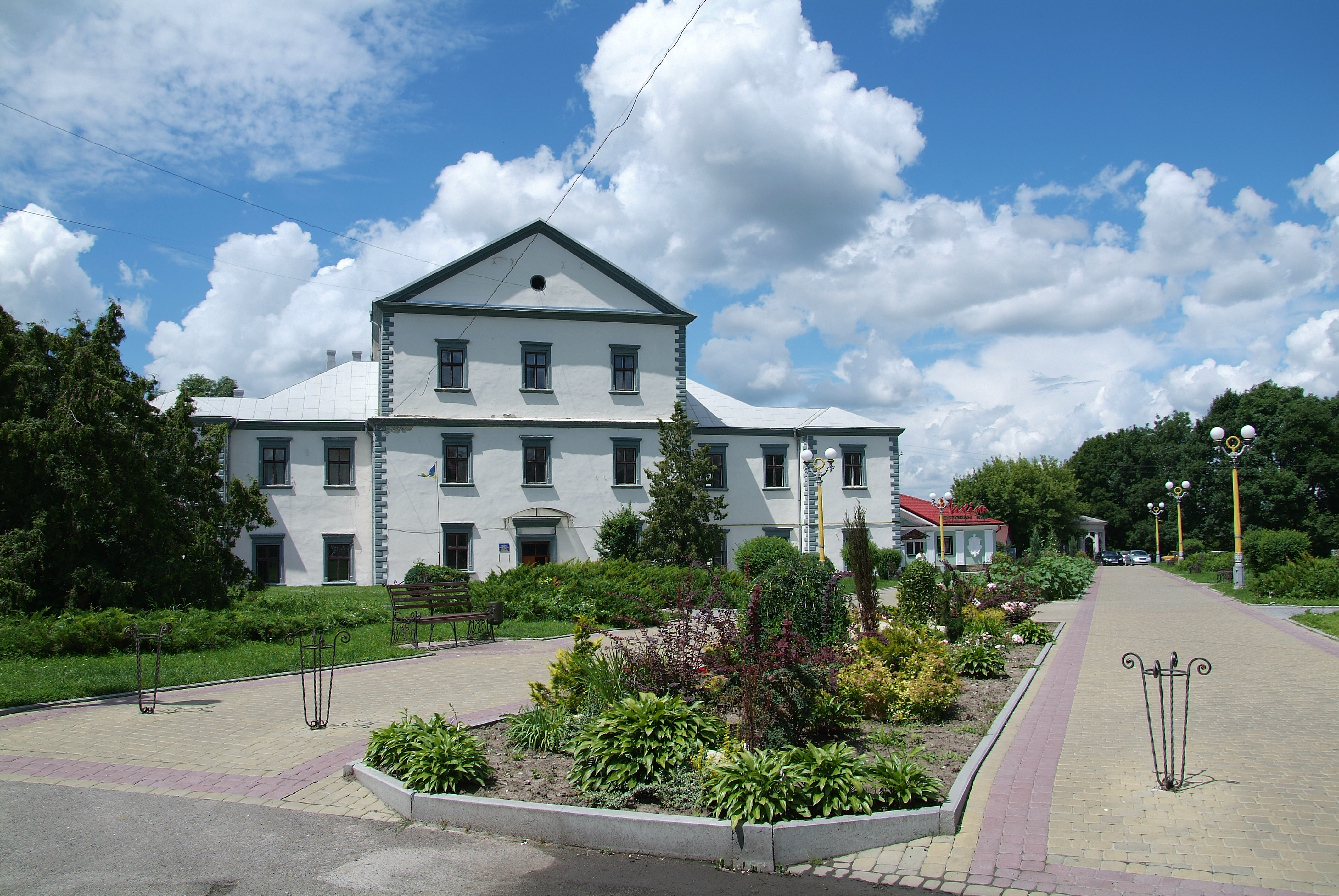
Тернопільський замок